# Абдулає Ндіає
Абдулає Ніакате Ндіає (фр. Abdoulaye Niakhaté Ndiaye, нар. 10 квітня 2002, Казаманс, Сенегал) — сенегальський футболіст, центральний захисник клубу «Труа» та національної збірної Сенегалу.
На правах оренди грає в клубі «Брест».

## Ігрова кар'єра

### Клубна
Абдулає Ндіає є вихованцем сенегальського клубу «Дакар Сакре-Кур». У 2020 році він перебрався до Європи, де приєднався до клубної академії французького «Ліона». З 2020 року Ндіає грав за другу команду «Ліона» у Національному чемпіонаті 2. Влітку 2022 року захисник на правах оренди перейшов до клубу Ліги 2 «Бастія».
Влітку 2023 року Ндіає перейшов до «Труа», з яким підписав контракт на п'ять років. Відігравши в команді один сезон, перед сезоном 2024/25 Ндіає на правах оренди приєднався до клубу «Брест», який дебютував в Лізі чемпіонів.

### Збірна
8 січня 2024 року у товариському матчі проти команди Нігеру Абдулає Ндіає дебютував у складі національної збірної Сенегалу.